# جانكارلو فيزيكيلا
جانكارلو فيزيكيلا (Giancarlo Fisichella) (روما، 14 كانون الثاني يناير 1973)، يلقب Fisico أو Fisi، سائق سباقات إيطالي. ساق في سباقات الفورمولا وان رينو ساوبر وجوردون، بينيتون وميناردي. في 10 كانون الثاني يناير عام 2008 أكد انضمه كسائق لفريق فورس الجديد.
وقد فيزيكيلا فاز بثلاثة سباقات في مسيرته حتى الآن، كان اولها في موسم 2003 بسباق الجائزة البرازيل الكبرى، وهو سباق توقف لأسباب تتعلق بالسلامة قبل نهايته بخمسة عشر لفة. بعد الكثير من الألتباس بشأن القواعد وتفاصيل (والذي استمر لعدة أيام) أُعلن فيزيكيلا في النهاية فائزاً في الاسبوع التالي، واستلم الكأس بمراسم غير تقليدية في السباق التالي. انضم فيزيكيلا إلى فريق فريق رينو ليحل محل زميله الإيطالي يارنو ترولي، وفاز بأول سباق له معه في أستراليا في عام 2005. ولكن بعد ذلك السباق، أنطلق زميله في الفريق السائق الإسباني فرناندو ألونسو ليفوز بنصيب بأغلب السباقات لرينو. ورغم قيمته العالية كسائق، لم يستطع فيزيكيلا مواكبة البطل ألونسو، ولم يفز بعد ذلك إلا في سباق آخر. بعيدا عن القيادة، يدير فريق جي بي 2 خاص به FMS International.
لدى فيزيكيلا اثنين من الأبناء، كارلوتا وكريستوفر.

## روابط خارجية
- جانكارلو فيزيكيلا على موقع Racing-Reference.info (الإنجليزية)
- جانكارلو فيزيكيلا على موقع DriverDB.com (الإنجليزية)
- جانكارلو فيزيكيلا على موقع CONI honoured athlete website (الإيطالية)